# Puivert
Puivert en francés,  Pègverd en occitano, es una pequeña localidad y comuna francesa, situada en el departamento del Aude y la región de Languedoc-Rosellón, a los pies de los Pirineos, en el popularmente llamado País Cátaro. A sus habitantes se les denomina por el gentilicio de Puivertains.

## Historia
En la Baja Edad Media, Puivert era un importante lugar señorial del Kercorb, situado entre Ariège y el Aude, sobre la línea divisoria de las aguas entre el Atlántico y el Mediterráneo.
Hasta el siglo XIV, el pueblo de Puivert estuvo formado por pocas casas aisladas por la región, bajo el nombre de Lescale, cercanas al castillo de Puivert. 

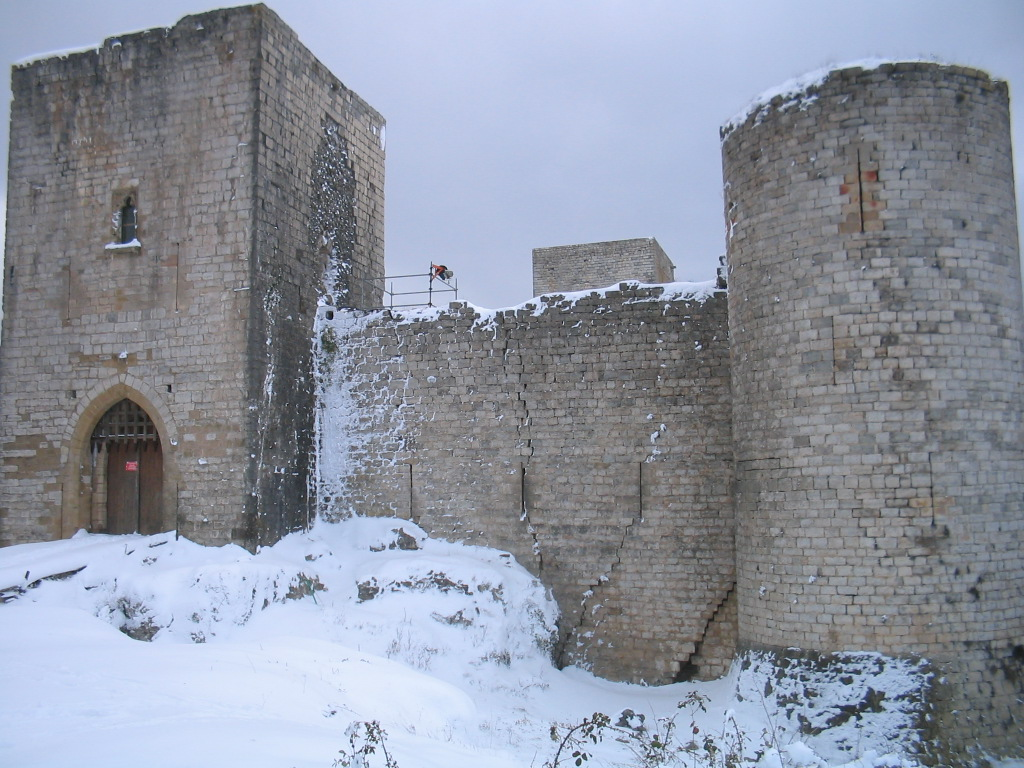
Castillo de Puivert

Después de los acontecimientos de la cruzada contra los cátaros, Puivert y el Kercorb se convierten en Tierra Privilegiada y sus habitantes son dispensados de ciertos tributos fiscales reales a cambio de servir y vigilar el castillo, que pasa a formar parte de la línea de fortalezas emplazadas no lejos de la frontera con Aragón. Esta situación se mantiene hasta la Revolución francesa, en que los Señores de la región, la familia de Roux, son desposeídos.
En 1790, tras de la división del territorio francés en comunas, el territorio y la comunidad de Lescale son anexados a la comuna de Puivert bajo el estatus de aldea. 
Durante la Segunda Guerra Mundial es incendiado por los alemanes a causa de la conexión de sus habitantes con la Resistencia; el nuevo pueblo se construye ya terminada la guerra.

## Lugares de interés
- Museo de instrumentos de música medieval, el Instrumentarium.
- Castillo de Puivert
- Lago artificial

## Demografía
| 1962 | 1968 | 1975 | 1982 | 1990 | 1999 |
| ---- | ---- | ---- | ---- | ---- | ---- |
| 645  | 683  | 551  | 552  | 467  | 410  |
|      |      |      |      |      |      |